# وتسریگا
وتسریگا به (انگلیسی: Vecrīga) مرکز تاریخی و محله ای است (به عنوان وکپیلستا) از ریگا، لتونی ، واقع در منطقه مرکزی در سمت شرقی رودخانه داگاوا. وتسریگا به خاطر کلیساها و کلیساهای قدیمی اش مشهور است ، مانند کلیسای جامع ریگا, کلیسای جامع سنت جیمز و کلیسای سنت پیتر.

## تاریخچه
وتسریگا منطقه اصلی ریگا است. و از مرزهای تاریخی شهر قبل از گسترش شهر در اواخر قرن نوزدهم تشکیل شده است.وتسریگا زمانی توسط یک دیوار اطراف محافظت می شد ، به جز طرف مجاور ساحل رودخانه داوگاوا. هنگامی که دیوار تخریب شد ، آب های داگاوا به منطقه دیوار سابق هدایت شدند. و کانال شهر ریگا را ایجاد کردند.

## میراث
در اوایل دهه ۱۹۹۰، خیابان های وتسریگا برای ترافیک بسته شدند ؛و تنها ساکنان منطقه و وسایل نقلیه حمل و نقل محلی با مجوزهای ویژه در داخل محدوده های وتسریگا مجاز به رفت وآمد بودند. وتسریگا بخشی از میراث جهانی یونسکو است که به عنوان "مرکز تاریخی ریگا" فهرست شده است ، که همچنین شامل بیشتر منطقه اطراف سنترز است.

## نقاط دیدنی

### کلیساها
- کلیسای سنت پیتر
- گنبد کلیسای جامع
- کلیسای جامع سنت جیمز
- کلیسای سنت جان
- کلیسای بانوی ما از غم ها
- کلیسای انگلیکن
- کلیسای اصلاح شده
- کلیسای مریم مجدلیه

### موزه ها
- موزه نظامی
- موزه تاریخ ریگا و ناوبری
- موزه ورزش
- موزه داروسازی لتونی
- موزه عکاسی لتونی
- قلعه ریگا
- موزه تاریخ ملی لتونی
- موزه هنر ریگا بورس
- موزه هنرهای تزئینی و کاربردی
- موزه اشغال لتونی
- موزه معماری لتونی
- موزه فیلم ریگا
- موزه ی جبهه ی مردمی